# توربو سی پلاس‌پلاس
توربو سی پلاس‌پلاس کامپایلر و محیط توسعه یکپارچه (محیط برنامه‌نویسی) در اصل از بورلند بود. اخیراً فناوری آن توسط Embarcadero، که از تمام ابزار کامپایلر بورلند با خرید از تقسیم آن در سال ۲۰۰۸ به دست آورد CodeGear توزیع شد.محصول اصلی توربو سی پلاس‌پلاس خط در انتظار نگه داشته بود پس از سال ۱۹۹۴ قرار داده‌است، و در سال ۲۰۰۶ به عنوان یک محیط برنامه‌نویسی مقدماتی در سطح زنده، در اصل نسخه تکمیل نشده به پایین از سی گل سرسبد آن‌ها + + اینترنتی. توربو سی پلاس‌پلاس ۲۰۰۶ در تاریخ ۵ سپتامبر ۲۰۰۶ به بازار عرضه شد و موجود در 'اکسپلورر و نسخه‌های «حرفه‌ای بود. نسخه اکسپلورر بود رایگان برای دانلود و توزیع در حالی که نسخه حرفه‌ای محصول تجاری بود. در اکتبر ۲۰۰۹ Embarcadero پشتیبانی از فناوری‌های قطع آن ۲۰۰۶ سی پلاس‌پلاس زبان‌های. به این ترتیب، نسخه اکسپلورر دیگر در دسترس نیست و برای دانلود نسخه حرفه‌ای است که دیگر در دسترس نیست برای خرید از فناوری‌های Embarcadero. توربو سی پلاس‌پلاس است که توسط سی پلاس‌پلاس اینترنتی موفق شد.
نسخه‌های تاریخی
اولین نسخه از توربو سی پلاس‌پلاس در طول سلطنت داس در رایانه‌های شخصی ساخته شده‌است. آن را در نسخه‌های ۱٫۰ آمد، در حال اجرا در سیستم عامل / ۲ و نسخه‌های ۱٫۰۱، منتشر شده در ۱۹۹۱ فوریه ۲۸ [۱]، در حال اجرا در داس. دوم قادر به تولید هر دو کام و برنامه‌های EXE، و با بورلند توربو 'sکامپایلر اسمبلی برای پردازنده‌های x۸۶ اینتل روانه بازار شدند. نسخه اولیه از توربو سی پلاس‌پلاس کامپایلر در پایان مقابل توسعه یافته توسط TauMetric استوار بود (TauMetric بعد توسط شرکت سان مایکروسیستمز بود به دست آورد و جلویی خود زیر سان سی پلاس‌پلاس ۴٫۰، که حمل در سال ۱۹۹۴ ثبت شده بود) این کامپایلر پشتیبانی ایتیاندتی ۲٫۰ انتشار سی پلاس‌پلاس.
توربو سی پلاس‌پلاس ۳٫۰ در سال ۱۹۹۱ (حمل و نقل در تاریخ ۲۰ نوامبر) منتشر شد، و در میان انتظارات از انتشار آمدن توربو سی پلاس‌پلاس برای ویندوز آمد. در ابتدا به عنوان داس کامپایلر آزاد، ۳٫۰ پشتیبانی از سی پلاس‌پلاس قالب، اسمبلر خطی بورلند، و نسل اجرایی حالت داس برای هر دو ۸۰۸۶ واقعی حالت و ۲۸۶ محافظت شده (و همچنین اینتل ۸۰۱۸۶.) ثانیه اجرا ۳٫۰ 'ایتیاندتی سی پلاس‌پلاس ۲٫۱، در تازه‌ترین زمان. محصول جداگانه توربو اسمبلی بود دیگر گنجانده شده‌اند، اما درون خطی - اسمبلر می‌تواند به عنوان نسخه قابلیت ایستادن کاهش می‌یابد.
به زودی پس از انتشار ویندوز ۳٫۰، بورلند به روز شده در توربو سی پلاس‌پلاس برای حمایت از توسعه نرم‌افزار ویندوز. توربو سی پلاس‌پلاس ۳٫۰ برای ویندوز محصول به سرعت توسط توربو سی پلاس‌پلاس ۳٫۱ (و پس از آن توربو سی پلاس‌پلاس ۴٫۵) دنبال شد. این امکان وجود دارد که پرش از ۱.x نسخه به ۳.x نسخه در قسمت تلاش برای پیوند توربو سی پلاس‌پلاس تعداد فایل با مایکروسافت نسخه‌های ویندوز، با این حال، به نظر می‌رسد بیشتر احتمال دارد که این جهش شد به سادگی به همگام سازی توربو سی و توربو سی پلاس‌پلاس، از توربو سی ۲٫۰ (۱۹۸۹) و توربو سی پلاس‌پلاس ۱٫۰ (۱۹۹۰) از تقریباً در همان زمان آمده بودند، و نسل آینده ۳٫۰ ادغام هر دو سی و سی پلاس‌پلاس کامپایلر بود.
شروع با نسخه ۳٫۰، سگمنتال بورلند سی پلاس‌پلاس کامپایلر خود را به دو محصول مجزا خطوط: "توربو سی پلاس‌پلاس" و "بورلند سی پلاس‌پلاس" # :. توربو سی پلاس‌پلاس نسبت به hobbyist و بازار کامپایلر ورود در سطح بازار عرضه شده بود، در حالی که بورلند سی پلاس‌پلاس هدف توسعه بازار نرم‌افزار حرفه‌ای. بورلند سی پلاس‌پلاس شامل ابزارهای اضافی، کامپایلر بهینه‌سازی کد و مستندات برای رسیدگی به نیازهای توسعه دهندگان تجاری. توربو سی پلاس‌پلاس ۳٫۰ می‌تواند با جدا افزودنی‌ها مانند توربو اسمبلی و توربو ویژن ۱٫۰ ارتقا هستند.
نسخه ۴٫۰ در نوامبر ۱۹۹۳ منتشر شد و قابل توجه بود (در میان چیزهای دیگر) برای حمایت قوی خود را از قالب. به‌طور خاص، بورلند سی پلاس‌پلاس ۴ بود در توسعه از کتابخانه قالب‌های استاندارد، بیان الگوها، و برنامه‌های کاربردی پیشرفته برای اولین بار از قالب metaprogramming. با موفقیت این محصول تکامل یافته پاسکال دلفی، بورلند کار خود را در بورلند سی پلاس‌پلاس مجموعه متوقف شد و متمرکز در سی پلاس‌پلاس ساز برای ویندوز. سی پلاس‌پلاس اینترنتی به اشتراک گذاشته دلفی جلویی چارچوب برنامه، اما حفظ بورلند سی پلاس‌پلاس پشت پایان کامپایلر. توسعه فعال در بورلند سی پلاس‌پلاس / توربو سی پلاس‌پلاس تا سال ۲۰۰۶ حالت تعلیق درآمد.

## برنامه‌نویسی با توربو سی ++
در اوایل دهه ۱۹۷۰ میلادی، زبان c، توسط دنیس ریچی و به عنوان زبان برنامه‌نویسی سیستم‌ها طراحی شد. این زبان از دو زبان قدیمی تربنام‌های BCPL و B حاصل شده‌است. زبان c تا سال ۱۹۷۸ منحصر به استفاده در لابراتوار کمپانی BELL بود تا این که توسط دو تن بنام‌های ریچی و کرنیه نسخه نهایی این زبان منتشر شد. به سرعت کامپایلرها و مفسرهای متعددی از C توسعه یافت امام برای جلوگیری از ناسازگاری‌های ایجاد شده و نیز حفظ قابلیت حمل زبان تعاریف متحد الشکلی توسط استاندارد
ANSI {American national standard institute{ مؤسسه استاندارد ملی آمریکا ارائه گردید.
مفسر خود برنامه‌ای کامپیوتری است که برنامهی سطح بالا دادهٔ ورودی آن و برنامهٔ ایجاد شده به زبان ماشین خروجی آن را تشکیل می‌دهد.
به‌طور کلی ویژگی‌های مهم زبان C به اختصار به شرح زیر است:
1. زبان سی به‌طور گسترده‌ای در دسترس است. مفسرهای تجاری آن در بیشتر کامپیوترهای شخصی، مینی کامپیوترها و در کامپیوترهای بزرگ قابل استفاده‌است.
2. سی زبانی است همه منظوره، ساخت یافته سطح بالا مانند زبان پاسکال و فرتون … وانعطاف پذیر که برخی از خصوصیات زبان‌های سطح پایین را نیز که معمولآ در اسمپلی یا زبان ماشین موجود است دار است. در عین حال این زبان برای کاربردهای ویژه طراحی نشده و می‌توان از آن در همهٔ زمینه‌ها بخصوص به دلیل نزدیکی آن به زبان ماشین در برنامه‌نویسی سیستم استفاده کرد. بنابرین c بین زبان‌های سطح بالا و سطح پایین قرار دارد و در نتیجه اجازه می‌دهد که برنامه‌نویس خصوصیات هر دو گروه زبان را بکار ببرد. از این رو در بسیاری از کاربردهای مهندسی به‌طور انحصاری زبان c بکار می‌برند.

(زبان‌های سطح بالا دستو العمل‌هایی شبیه زبان انسان و پردازش فکری او دارند، همچنین یک دستوالعمل زبان سطح بالا معادل چند دستورالعمل به زبان ماشین است).
1. برنامه‌های نوشته شده به زبان C به‌طور کلی مستقل از ماشین یا نوع کامپیوتر است و تقریبآ تحت کنترل هر سیستم علملی اجرا می‌شود.
2. کامپایلرهای c معمولآ فشرده و کم حجم هستند و برنامه‌های هدف ایجاد شده با آن‌ها در مقایسه با سایر زبان‌هاب برنامه‌نویسی سطح بالا خیلی کوچک و کارآمدند.
3. برنامه‌های c در مقایسه با سایر زبانهای برنامه‌نویسی سطح بالا به راحتی قابل انتقال هستند، دلیل آن این است که c خیلی از ویژگی‌های وابسته به نوع کامپیوتر را در توابع کتابخانه‌ای خود منظور داشته‌است. بنابرین هر نسخه از C با مجموعه‌ای از توابع کتابخانه‌ای مخصوص به خود همراه است که بر اساس ویژگی‌های کامپیوتر میزبان مربوط نوشته شده‌است. این توابع کتابخانه‌ای تا حدودی استاندارد است و معمولآ هر تابع کتابخانه‌ای در نسخه‌های متعدد c به شکل یکسان در دسترس است.
4. C روش برنامه‌نویسی ماژولار را پشتیبانی می‌کند. همچنین از نظر عملگرها نیز زبانی قوی است که عملگرهای گوناگونی برای دست کارس روس داده‌ها در سطح بیت دار است.
5. به‌طور کلی جامعیت، عمومیت، و خوانایی، سادگس، کارایی و پیمانه‌ای بودن که همگی از مشخصات برنامه‌ای ایده‌آل است در زبان C پیاده‌سازی می‌شوند.

ویژگی‌های فوق موجب شده زبان C یکی از قویترین و محبوب‌ترین زبان‌های برنامه‌نویسی دنیا مطرح شود.

## برنامه‌نویسی با توربو سی ++ در ویندوز
توربو سی ++ هنوز در بسیاری از کشورهای جهان سوم من‌جمله ایران، سنگاپور، هندوستان، تایلندو… به عنوان یکی از اصلی‌ترین ابزارهای آموزش زبان‌های برنامه‌نویسی سی و سی++ مورد استفاده قرار می‌گیرد. از آنجا که این برنامه برای کار در سیستم عامل داس تهیه شده بود در نتیجه در سیستم عامل‌های جدید شرکت مایکروسافت نظیر ویندوز ویستا، ویندوز ۷ و اخیراً ویندوز ۸ قابل اجرا نیست. برای اجرای این برنامه در نسخه‌های جدید این سیستم عامل
شبیه‌سازی ساخته شده‌است که می‌توان از آن برای این منظور استفاده کرد.TurboC Simulator 1.65 برنامه‌ای رایگان است که به کاربران اجازه اجرای توربو سی در تمامی نسخه‌های ویندوز را به راحتی می‌دهد و در مراکز مختلف آموزشی مورد استفاده قرار می‌گیرد.